# Galatasaray Istanbul/Saison 2000/01
Die Saison 2000/01 von Galatasaray Istanbul war die 93. Saison in der Vereinsgeschichte und die 43. Saison in der türkischen Liga, der Süper Lig. Der Klub beendete die Saison auf dem 2. Platz. Die Türkiye Kupası endete für Galatasaray Istanbul im Halbfinale. In der UEFA Champions League schieden die Gelb-Roten im Viertelfinale. Am 25. August 2000 gewann Galatasaray gegen Real Madrid den UEFA Supercup.

## Personalien

### Kader
| Nr.        | Nat.               | Name             | Geburtsdatum  | im Verein seit | vorheriger Verein           |
| Torhüter   | Torhüter           | Torhüter         | Torhüter      | Torhüter       | Torhüter                    |
| ---------- | ------------------ | ---------------- | ------------- | -------------- | --------------------------- |
| 01         | Brasilien Italien  | Cláudio Taffarel | 8. Mai 1966   | 1998           | Atlético Mineiro            |
| 16         | Turkei             | Kerem İnan       | 25. März 1980 | 1998           | eigene Jugend               |
| 30         | Turkei             | Mehmet Bölükbaşı | 24. Aug. 1978 | 1998           | Kayserispor                 |
| Abwehr     |                    |                  |               |                |                             |
| 02         | Turkei             | Vedat İnceefe    | 1. Apr. 1974  | 1996           | Karabükspor                 |
| 03         | Turkei             | Bülent Korkmaz   | 24. Nov. 1968 | 1987           | eigene Jugend               |
| 04         | Rumänien           | Gheorghe Popescu | 9. Okt. 1967  | 1997           | FC Barcelona                |
| 14         | Turkei             | Fatih Akyel      | 26. Dez. 1977 | 1997           | Bakırköyspor                |
| 26         | Turkei             | Emre Aşık        | 13. Dez. 1973 | 2000           | İstanbulspor                |
| 35         | Brasilien          | Capone           | 23. Mai 1972  | 1999           | EC Juventude                |
| 57         | Turkei             | Hakan Ünsal      | 14. Mai 1973  | 1994           | Kardemir Karabükspor        |
| 67         | Turkei             | Ergün Penbe      | 17. Mai 1972  | 1993           | Gençlerbirliği Ankara       |
| Mittelfeld |                    |                  |               |                |                             |
| 05         | Turkei             | Emre Belözoğlu   | 7. Sep. 1980  | 1997           | eigene Jugend               |
| 07         | Turkei             | Okan Buruk       | 19. Okt. 1973 | 1991           | eigene Jugend               |
| 06         | Turkei             | Ahmet Yıldırım   | 25. Feb. 1974 | 1999           | İstanbulspor                |
| 08         | Turkei             | Suat Kaya        | 26. Aug. 1967 | 1992           | Konyaspor                   |
| 10         | Rumänien           | Gheorghe Hagi    | 5. Feb. 1965  | 1996           | FC Barcelona                |
| 11         | Turkei             | Hasan Şaş        | 1. Aug. 1976  | 1998           | MKE Ankaragücü              |
| 18         | Turkei             | Ümit Aydın       | 16. Jan. 1980 | 1998           | eigene Jugend               |
| 21         | Turkei             | Faruk Atalay     | 18. März 1981 | 2000           | eigene Jugend               |
| 22         | Turkei             | Ümit Davala      | 30. Juli 1973 | 1996           | İstanbulspor                |
| 28         | Turkei Belgien     | Bülent Akın      | 28. Aug. 1978 | 2000           | Denizlispor                 |
| 39         | Australien Turkei  | Ufuk Talay       | 26. März 1976 | 1995           | Marconi Stallions           |
| Angriff    |                    |                  |               |                |                             |
| 09         | Brasilien Portugal | Mário Jardel     | 23. Jan. 1975 | 2000           | FC Porto                    |
| 20         | Turkei             | Serkan Aykut     | 24. Feb. 1975 | 2000           | Samsunspor                  |
| 33         | Turkei             | Arif Erdem       | 2. Jan. 1972  | 2000           | Real Sociedad San Sebastián |
| 36         | Brasilien          | Márcio Mixirica  | 23. Jan. 1975 | 1999           | Bursaspor                   |

#### Transfers
| Zugänge | Abgänge |
| --- | --- |
| Sommer 2000 - Emre Aşık (İstanbulspor) - Faruk Atalay (eigene Jugend) - Serkan Aykut (Samsunspor) - Vedat İnceefe (İstanbulspor) w.a. - Mário Jardel (FC Porto) - Ufuk Talay (Bursaspor) w.a. Winter 2000/01 - Arif Erdem (Real Sociedad San Sebastián) | Sommer 2000 - Saffet Akyüz (Kocaelispor) a. - Osman Coşkun (KSK Beveren) a. - Arif Erdem (Real Sociedad San Sebastián) - Emrah Eren (İstanbulspor) a. - Mehmet Gönülaçar (KSK Beveren) a. - Tolunay Kafkas (Denizlispor) - Volkan Kilimci (KSK Beveren) - Hakan Şükür (Inter Mailand) - Sergen Yalçın (Siirtspor) w.a. - Mehmet Yozgatlı (Adanaspor) w.a. Winter 2000/01 - Saffet Akyüz (Çaykur Rizespor) a. - Gündüz Gürol Azer (Çaykur Rizespor) a. - Mehmet Gönülaçar (Diyarbakırspor) a. |

## Spielkleidung
| Heim | Auswärts | Ausweich |

- Ausrüster: Adidas
- Trikotsponsor: Telsim

## Saison
Alle Ergebnisse aus Sicht von Galatasaray Istanbul.
Die Tabelle listet alle Süper-Lig-Spiele des Vereins der Saison 2000/01 auf. Siege sind grün, Unentschieden gelb und Niederlagen rot markiert.

### Süper Lig
| ST | Datum              | Gegner                | Ort                              | Ergebnis  | Tor(e) für Galatasaray Istanbul | Karte(n) für Galatasaray Istanbul                                                |
| -- | ------------------ | --------------------- | -------------------------------- | --------- | --- | -------------------------------------------------------------------------------- |
| 01 | 13. August 2000    | Denizlispor           | Atatürk Stadı, Denizli           | 1:0 (1:0) | 1:0 Hagi (32.) | Popescu (17.), Korkmaz (28.)                                                     |
| 02 | 19. August 2000    | Erzurumspor           | Ali Sami Yen Stadyumu, Istanbul  | 7:0 (3:0) | 1:0 Hagi (8.), 2:0 Jardel (22.), 3:0 Jardel (26.), 4:0 Jardel (52.), 4:0 Jardel (75.), 5:0 Jardel (75.), 6:0 Jardel (87.), 7:0 Hagi (90.) | Popescu (5.)                                                                     |
| 03 | 6. September 2000  | Bursaspor             | Atatürk Stadı, Bursa             | 2:0 (1:0) | 1:0 Aykut (38.), 2:0 Jardel (62.) | Kaya (20.), Belözoğlu (31.), Ünsal (52.)                                         |
| 04 | 9. September 2000  | Samsunspor            | Ali Sami Yen Stadyumu, Istanbul  | 1:2 (1:0) | 1:0 Jardel (44.) | Popescu (28.), Ünsal (84.), Kaya (88.)                                           |
| 05 | 15. September 2000 | Kocaelispor           | İsmetpaşa Stadyumu, İzmit        | 4:1 (1:1) | 1:0 Hagi (25.), 2:1 Jardel (63.), 3:1 Yıldırım (84.), 4:1 Hagi (88.)                                                                      | Penbe (53.), Jardel (69.)                                                        |
| 06 | 23. September 2000 | İstanbulspor          | Ali Sami Yen Stadyumu, Istanbul  | 1:1 (1:1) | 1:1 Aykut (25.) | Popescu (38.)                                                                    |
| 07 | 30. September 2000 | Gençlerbirliği Ankara | 19 Mayıs Stadı, Ankara           | 4:1 (2:1) | 1:1 Jardel (29.), 2:1 Hagi (35.), 3:1 Jardel (46.), 4:1 Jardel (70.)                                                                      | Aşık (25.), Ünsal (32.), Jardel (37.)                                            |
| 08 | 14. Oktober 2000   | Siirtspor             | Ali Sami Yen Stadyumu, Istanbul  | 4:1 (3:0) | 1:0 Jardel (5.), 2:0 Jardel (29.), 3:0 Penbe (31.), 4:0 Şaş (78.)                                                                         | Hagi (42.), Popescu (57.)                                                        |
| 09 | 21. Oktober 2000   | Beşiktaş Istanbul     | İnönü Stadı, Istanbul            | 1:3 (1:1) | 1:1 Davala (33.) | Popescu (69.), Buruk (89.)                                                       |
| 10 | 29. Oktober 2000   | Yimpaş Yozgatspor     | Ali Sami Yen Stadyumu, Istanbul  | 3:0 (1:0) | 1:0 Ünsal (35.), 2:0 Hagi (60.), 3:0 Aşık (68.)                                                                                           | Buruk (15.), Kaya (36.)                                                          |
| 11 | 11. November 2000  | Çaykur Rizespor       | Ali Sami Yen Stadyumu, Istanbul  | 2:0 (1:0) | 1:0 Jardel (14.), 2:0 Jardel (71.) | Korkmaz (27.), İnceefe (63.), Hagi (73.)                                         |
| 12 | 18. November 2000  | Adanaspor             | 5 Ocak Stadı, Adana              | 2:1 (1:1) | 1:1 Jardel (38.), 2:1 Belözoğlu (50.) | keine                                                                            |
| 13 | 26. November 2000  | Fenerbahçe Istanbul   | Ali Sami Yen Stadyumu, Istanbul  | 0:0       | keine | Belözoğlu (16.), Şaş (50.), Akyel (69.), Hagi (70.), Kaya (79.)                  |
| 14 | 1. Dezember 2000   | MKE Ankaragücü        | 19 Mayıs Stadı, Ankara           | 3:1 (2:1) | 1:0 Şaş (8.), 2:0 Belözoğlu (11.), 3:1 Jardel (90.)                                                                                       | Şaş (43.) Belözoğlu (49.), Akyel (51.), Korkmaz (73.)                            |
| 15 | 10. Dezember 2000  | Gaziantepspor         | Ali Sami Yen Stadyumu, Istanbul  | 2:0 (1:0) | 1:0 Jardel (29.), 2:0 Erdem (77.) | keine                                                                            |
| 16 | 17. Dezember 2000  | Trabzonspor           | Hüseyin Avni Aker Stadı, Trabzon | 1:1 (1:0) | 1:0 Capone (8.) | keine                                                                            |
| 17 | 20. Dezember 2000  | Antalyaspor           | Atatürk Stadı, Antalya           | 1:0 (1:0) | 1:0 Belözoğlu (12.) | Popescu (11.), Hagi (53.), Şaş (82.)                                             |
| 18 | 23. Dezember 2000  | Denizlispor           | Ali Sami Yen Stadyumu, Istanbul  | 1:2 (1:0) | 1:0 Aykut (8.) | keine                                                                            |
| 19 | 3. Februar 2001    | Erzurumspor           | Cemal Gürsel Stadı, Erzurum      | 2:1 (1:1) | 1:0 Davala (14.), 2:1 Erdem (83.) | Akyel (40.), Popescu (55.), Aykut (82.)                                          |
| 20 | 10. Februar 2001   | Bursaspor             | Ali Sami Yen Stadyumu, Istanbul  | 2:1 (1:1) | 1:1 Davala (17.), 2:1 Jardel (88.) | Aşık (26.), Davala (50.)                                                         |
| 21 | 17. Februar 2001   | Samsunspor            | 19 Mayıs Stadı, Samsun           | 1:1 (1:0) | 1:0 Buruk (37.) | Jardel (5.), Şaş (20.), Hagi (56.)                                               |
| 22 | 25. Februar 2001   | Kocaelispor           | Ali Sami Yen Stadyumu, Istanbul  | 2:3 (1:0) | 1:2 Aykut (65.), 2:2 Aykut (76.) | Akyel (34.)                                                                      |
| 23 | 10. März 2001      | Gençlerbirliği Ankara | Ali Sami Yen Stadyumu, Istanbul  | 2:1 (1:1) | 1:1 Jardel (34.), 2:1 Belözoğlu (73.) | Buruk (16.), Popescu (27.), Şaş (39.), Capone (68.), Belözoğlu (80.), Hagi (32.) |
| 24 | 18. März 2001      | Siirtspor             | Atatürk Stadı, Izmir             | 1:0 (0:0) | 1:0 Aykut (84.) | Belözoğlu (3.), Akyel (85.), Korkmaz (60.)                                       |
| 25 | 31. März 2001      | Beşiktaş Istanbul     | Ali Sami Yen Stadyumu, Istanbul  | 2:0 (1:0) | 1:0 Aykut (13.), 2:0 Jardel (83.) | Kaya (67.)                                                                       |
| 26 | 8. April 2001      | Yimpaş Yozgatspor     | Şehir Stadı, Yozgat              | 2:4 (0:2) | 1:3 Şaş (65.), 2:3 Şaş (86.) | Popescu (35.), Buruk (42.), Akyel (42.), Akın (59.)                              |
| 27 | 11. April 2001     | İstanbulspor          | Şükrü Saracoğlu Stadı, Istanbul  | 5:3 (4:2) | 1:1 Erdem (9.), 2:2 Aykut (15.), 3:2 Erdem (21.), 4:2 Aykut (31.), 5:3 Erdem (85.)                                                        | Belözoğlu (17.), Atalay (82.), Yıldırım (89.)                                    |
| 28 | 14. April 2001     | Antalyaspor           | Ali Sami Yen Stadyumu, Istanbul  | 2:0 (1:0) | 1:0 Aykut (18.), 2:0 Jardel (59.) | Akyel (37.), Aşık (60.)                                                          |
| 29 | 22. April 2001     | Çaykur Rizespor       | Atatürk Stadı, Rize              | 4:2 (2:0) | 1:0 Buruk (11.), 2:0 Aykut (16.), 3:1 Davala (56.), 4:1 Belözoğlu (88. Foulelfmeter)                                                      | Akyel (53.), Davala (63.)                                                        |
| 30 | 28. April 2001     | Adanaspor             | Ali Sami Yen Stadyumu, Istanbul  | 4:1 (4:0) | 1:0 Hagi (13.), 2:0 Aykut (23.), 3:0 Hagi (35.), 4:0 Davala (38.)                                                                         | Davala (57.), Atalay (78.)                                                       |
| 31 | 6. Mai 2001        | Fenerbahçe Istanbul   | Şükrü Saracoğlu Stadı, Istanbul  | 1:2 (0:1) | 1:2 Kaya (75.) | Hagi (50.), Belözoğlu (88.)                                                      |
| 32 | 13. Mai 2001       | MKE Ankaragücü        | Ali Sami Yen Stadyumu, Istanbul  | 1:2 (0:1) | 1:0 Şaş (63.) | Buruk (33.), Davala (35.), Popescu (43.), Akın (62.)                             |
| 33 | 20. Mai 2001       | Gaziantepspor         | Kamil Ocak Stadı, Gaziantep      | 2:0 (1:0) | 1:0 Aykut (31.), 2:0 Şaş (70.) | Davala (14.), Yıldırım (51.), Akın (86.)                                         |
| 34 | 26. Mai 2001       | Trabzonspor           | Ali Sami Yen Stadyumu, Istanbul  | 4:0 (3:0) | 1:0 Hagi (25.), 2:0 Şaş (40.), 3:0 Hagi (44. Foulelfmeter), 4:0 Aykut (48.)                                                               | Şaş (67.)                                                                        |

### Türkiye Kupası
| Runde         | Datum             | Gegner              | Ort                              | Ergebnis                       | Tor(e) für Galatasaray Istanbul | Karte(n) für Galatasaray Istanbul                              |
| ------------- | ----------------- | ------------------- | -------------------------------- | ------------------------------ | --- | -------------------------------------------------------------- |
| 3. Hauptrunde | 29. November 2000 | Vanspor             | Ali Sami Yen Stadyumu, Istanbul  | 7:0 (5:0)                      | 1:0 Davala (8.), 2:0 Erdem (17.), 3:0 Öztürkci (22. Eigentor), 4:0 Belözoğlu (29.), 5:0 Aykut (41.), 6:0 Aykut (63.), 7:0 Aşık (83.) | keine                                                          |
| Achtelfinale  | 13. Dezember 2000 | Adanaspor           | Ali Sami Yen Stadyumu, Istanbul  | 2:1 (1:1)                      | 1:1 Erdem (29.), 2:1 Aykut (89.) | Yıldırım (42.), Ünsal (47.), Aşık (70.), Aykut (89.)           |
| Viertelfinale | 31. Januar 2001   | Trabzonspor         | Hüseyin Avni Aker Stadı, Trabzon | 4:1 (2:1)                      | 1:0 Belözoğlu (6.), 2:1 Nikolovski (41. Eigentor), 3:1 Belözoğlu (67.), 4:1 Davala (84)                                              | Hagi (58.), Belözoğlu (68.), Ünsal (78.)                       |
| Halbfinale    | 7. Februar 2001   | Fenerbahçe Istanbul | Şükrü Saracoğlu Stadı, Istanbul  | 2:3 i. E. 4:4 n. V. (4:4, 1:3) | 1:0 Belözoğlu (5.), 2:3 Şaş (52.), 3:4 Jardel (84.), 4:4 Davala (90.+3' Foulelfmeter)                                                | Davala (36.), Şaş (40.), Buruk (51.), Akyel (93.), Akın (110.) |

### UEFA Super Cup
Es war das 13. Mal, dass sich der Vertreter des UEFA-Pokals gegen den Vertreter des Landesmeister-Wettbewerbs durchsetzte. Zum ersten und bisher einzigen Mal wurde der Wettbewerb durch ein Golden Goal entschieden.
| Real Madrid                                             | Real Madrid | Galatasaray Istanbul | Galatasaray Istanbul | Aufstellung                                        |
| ------------------------------------------------------- | --- | --- | -------------------- | -------------------------------------------------- |
| Real Madrid                                             | \| 25. August 2000 um 20:45 Uhr in Monaco (Stade Louis II) \| \| Ergebnis: 1:2 n. GG (1:1, 0:1) \| \| Zuschauer: 15.000 \| \| Schiedsrichter: Günter Benkö ( Österreich) \| | \| 25. August 2000 um 20:45 Uhr in Monaco (Stade Louis II) \| \| Ergebnis: 1:2 n. GG (1:1, 0:1) \| \| Zuschauer: 15.000 \| \| Schiedsrichter: Günter Benkö ( Österreich) \| | Galatasaray Istanbul | Aufstellung Real Madrid gegen Galatasaray Istanbul |
| Real Madrid                                             | Iker Casillas – Geremi Njitap, Iván Campo (66. ), Iván Helguera, Roberto Carlos – Albert Celades (99. ), Claude Makélélé – Luís Figo, Guti (53. ), Sávio – Raúl Ersatzbank: César Sánchez, Aitor Karanka, Míchel Salgado (99. ), Flávio Conceição (66. ), Santiago Solari, Pedro Munitis (53. ) Cheftrainer: Vicente del Bosque | Cláudio Taffarel – Capone (84. ), Bülent Korkmaz , Gheorghe Popescu, Hakan Ünsal – Emre Belözoğlu, Suat Kaya – Okan Buruk (81. ), Gheorghe Hagi (72. ), Ümit Davala – Mário Jardel Ersatzbank: Kerem İnan, Fatih Akyel (84. ), Bülent Akın (72. ), Ahmet Yıldırım, Hasan Şaş (81. ), Serkan Aykut Cheftrainer: Mircea Lucescu ( Rumänien) | Galatasaray Istanbul | Aufstellung Real Madrid gegen Galatasaray Istanbul |
| Real Madrid                                             | 1:1 Raúl (79., Handelfmeter) | 0:1 Mário Jardel (41., Foulelfmeter) 1:2 Mário Jardel (103., Golden Goal) | Galatasaray Istanbul | Aufstellung Real Madrid gegen Galatasaray Istanbul |
| Real Madrid                                             | Claude Makélélé (22.), Iván Helguera (32.), Luís Figo (70.), Pedro Munitis (99.) | Okan Buruk (7.), Suat Kaya (29.), Ümit Davala (90.) | Galatasaray Istanbul | Aufstellung Real Madrid gegen Galatasaray Istanbul |
| 25. August 2000 um 20:45 Uhr in Monaco (Stade Louis II) | | |                      |                                                    |
| Ergebnis: 1:2 n. GG (1:1, 0:1)                          | | |                      |                                                    |
| Zuschauer: 15.000                                       | | |                      |                                                    |
| Schiedsrichter: Günter Benkö ( Österreich)              | | |                      |                                                    |

### UEFA Champions League
| Runde                            | Datum              | Gegner              | Ort                                               | Ergebnis  | Tor(e) für Galatasaray Istanbul                    | Karte(n) für Galatasaray Istanbul                                |
| -------------------------------- | ------------------ | ------------------- | ------------------------------------------------- | --------- | -------------------------------------------------- | ---------------------------------------------------------------- |
| 3. Qualifikationsrunde-Hinspiel  | 9. August 2000     | FC St. Gallen       | Hardturm, Zürich                                  | 2:1 (1:1) | 1:1 Jardel (39.), 2:1 Jardel (78.)                 | Popescu (43.), Korkmaz (58.), Belözoğlu (75.)                    |
| 3. Qualifikationsrunde-Rückspiel | 22. August 2000    | FC St. Gallen       | Ali Sami Yen Stadyumu, Istanbul                   | 2:2 (2:1) | 1:0 Zellweger (22. Eigentor), 2:0 Jardel (29.)     | Belözoğlu (34.), Taffarel (85.)                                  |
| 1. Gruppenphase                  | 12. September 2000 | AS Monaco           | Ali Sami Yen Stadyumu, Istanbul                   | 3:2 (2:0) | 1:0 Jardel (29.), 2:0 Hagi (29.), 3:2 Capone (80.) | Ünsal (9.), Hagi (21.), Kaya (67.), Capone (80.), Hagi (69.)     |
| 1. Gruppenphase                  | 20. September 2000 | SK Sturm Graz       | Arnold Schwarzenegger Stadion Graz-Liebenau, Graz | 0:3 (0:1) | keine                                              | Yıldırım (19.), Akın (20.), Márcio Mixirica (63.), Kaya (69.)    |
| 1. Gruppenphase                  | 27. September 2000 | Glasgow Rangers     | Ali Sami Yen Stadyumu, Istanbul                   | 3:2 (0:0) | 1:0 Akın (52.), 2:0 Ünsal (57.), 3:0 Jardel (70.)  | Korkmaz (90.+4')                                                 |
| 1. Gruppenphase                  | 17. Oktober 2000   | Glasgow Rangers     | Ibrox Stadium, Glasgow                            | 0:0       | keine                                              | Akın (27.), Şaş (31.)                                            |
| 1. Gruppenphase                  | 25. Oktober 2000   | AS Monaco           | Stade Louis II, Monaco                            | 2:4 (1:4) | 1:3 Ünsal (24.), 2:4 Korkmaz (63.)                 | Davala (29.), Kaya (31.), Şaş (70.)                              |
| 1. Gruppenphase                  | 7. November 2000   | SK Sturm Graz       | Ali Sami Yen Stadyumu, Istanbul                   | 2:2 (1:0) | 1:0 Penbe (30. Foulelfmeter), 2:1 Jardel (75.)     | Belözoğlu (26.), Ünsal (45.), Belözoğlu (79.)                    |
| 2. Gruppenphase                  | 21. November 2000  | AC Mailand          | Giuseppe-Meazza-Stadion, Mailand                  | 2:2 (2:0) | 1:0 Jardel (39.), 2:0 Şaş (41.)                    | Popescu (45.+1'), Jardel (49.), İnan (70.)                       |
| 2. Gruppenphase                  | 6. Dezember 2000   | Paris Saint-Germain | Ali Sami Yen Stadyumu, Istanbul                   | 1:0 (0:0) | 1:0 Davala (51.)                                   | keine                                                            |
| 2. Gruppenphase                  | 14. Februar 2001   | Deportivo La Coruña | Ali Sami Yen Stadyumu, Istanbul                   | 1:0 (1:0) | 1:0 Kaya (10.)                                     | Belözoğlu (53.), Şaş (88.)                                       |
| 2. Gruppenphase                  | 14. Februar 2001   | Deportivo La Coruña | Estadio Municipal de Riazor, A Coruña             | 0:2 (0:1) | keine                                              | Popescu (41.), Akın (58.), Buruk (58), Hagi (64.), İnceefe (58.) |
| 2. Gruppenphase                  | 7. März 2001       | AC Mailand          | Ali Sami Yen Stadyumu, Istanbul                   | 2:0 (1:0) | 1:0 Hagi (20.), 2:0 Jardel (86.)                   | Hagi (12.), Korkmaz (71.), Buruk (90.)                           |
| 2. Gruppenphase                  | 13. März 2001      | Paris Saint-Germain | Parc des Princes, Paris                           | 0:2 (0:2) | keine                                              | Kaya (11.)                                                       |
| Viertelfinale-Hinspiel           | 3. April 2001      | Real Madrid         | Ali Sami Yen Stadyumu, Istanbul                   | 3:2 (0:2) | 1:2 Davala (47.), 2:2 Şaş (65.), 3:2 Jardel (75.)  | Buruk (38.), Popescu (71.)                                       |
| Viertelfinale-Rückspiel          | 18. April 2001     | Real Madrid         | Estadio Santiago Bernabéu, Madrid                 | 0:3 (0:3) | keine                                              | Buruk (6.), Davala (26.), Şaş (27.), Akyel (35.), Korkmaz (79.)  |

## Statistiken

### Teamstatistik
| Wettbewerb            | Punkte | daheim | daheim | daheim | daheim | daheim | auswärts | auswärts | auswärts | auswärts | auswärts | Gesamt | Gesamt | Gesamt | Gesamt | Gesamt | Tordifferenz |
| Wettbewerb            | Punkte | Sp     | S      | U      | N      | TV     | Sp       | S        | U        | N        | TV       | Sp     | S      | U      | N      | TV     | Tordifferenz |
| --------------------- | ------ | ------ | ------ | ------ | ------ | ------ | -------- | -------- | -------- | -------- | -------- | ------ | ------ | ------ | ------ | ------ | ------------ |
| Süper Lig             | 73     | 17     | 11     | 2      | 4      | 40:14  | 17       | 12       | 2        | 3        | 37:21    | 34     | 23     | 4      | 7      | 77:35  | +42          |
| Türkiye Kupası        | –      | 2      | 2      | 0      | 0      | 9:1    | 2        | 1        | 1        | 0        | 8:5      | 4      | 3      | 1      | 0      | 17:6   | +11          |
| UEFA Champions League | –      | 8      | 6      | 2      | 0      | 17:10  | 8        | 1        | 2        | 5        | 6:17     | 16     | 7      | 4      | 5      | 23:27  | −4           |
| UEFA Super Cup        | –      | 0      | 0      | 0      | 0      | 0:0    | 1        | 1        | 0        | 0        | 2:1      | 1      | 1      | 0      | 0      | 2:1    | +1           |
| Gesamt                | 73     | 27     | 19     | 4      | 4      | 66:25  | 28       | 15       | 5        | 8        | 53:44    | 55     | 34     | 9      | 12     | 119:69 | +50          |

### Saisonverlauf
| Spieltag | 1 | 2 | 3 | 4 | 5 | 6 | 7 | 8 | 9 | 10 | 11 | 12 | 13 | 14 | 15 | 16 | 17 | 18 | 19 | 20 | 21 | 22 | 23 | 24 | 25 | 26 | 27 | 28 | 29 | 30 | 31 | 32 | 33 | 34 |
| -------- | - | - | - | - | - | - | - | - | - | -- | -- | -- | -- | -- | -- | -- | -- | -- | -- | -- | -- | -- | -- | -- | -- | -- | -- | -- | -- | -- | -- | -- | -- | -- |
| Spielort | A | H | A | H | A | H | A | H | A | H  | A  | H  | A  | H  | A  | H  | A  | H  | A  | H  | A  | H  | A  | H  | A  | H  | A  | H  | A  | H  | A  | H  | A  | H  |
| Resultat | S | S | S | N | S | U | S | S | N | S  | S  | S  | S  | U  | S  | S  | U  | N  | S  | S  | U  | N  | S  | S  | S  | S  | N  | S  | S  | S  | N  | N  | S  | S  |
| Platz    | 7 | 1 | 1 | 4 | 3 | 2 | 1 | 1 | 2 | 2  | 1  | 1  | 1  | 2  | 1  | 1  | 1  | 1  | 1  | 1  | 2  | 2  | 2  | 2  | 2  | 2  | 2  | 2  | 2  | 1  | 2  | 2  | 2  | 2  |

Quelle: https://www.weltfussball.de/spielplan/tur-sueperlig-2000-2001
Legende: Spielort: H = Heim; A = Auswärts. Resultat: S = Sieg; U = Unentschieden; N = Niederlage

### Spielerstatistiken
| Spieler          | Süper Lig | Süper Lig | Süper Lig   | Süper Lig  | Türkiye Kupası | Türkiye Kupası | Türkiye Kupası | Türkiye Kupası | UEFA Champions League | UEFA Champions League | UEFA Champions League | UEFA Champions League | Super Cup | Super Cup | Super Cup   | Super Cup  | Total    | Total | Total       | Total      |
| Spieler          | Einsätze  | Tore      | Gelbe Karte | Rote Karte | Einsätze       | Tore           | Gelbe Karte    | Rote Karte     | Einsätze              | Tore                  | Gelbe Karte           | Rote Karte            | Einsätze  | Tore      | Gelbe Karte | Rote Karte | Einsätze | Tore  | Gelbe Karte | Rote Karte |
| ---------------- | --------- | --------- | ----------- | ---------- | -------------- | -------------- | -------------- | -------------- | --------------------- | --------------------- | --------------------- | --------------------- | --------- | --------- | ----------- | ---------- | -------- | ----- | ----------- | ---------- |
| Bülent Akın      | 15        | 0         | 3           | 0          | 1              | 0              | 1              | 0              | 9                     | 1                     | 0                     | 0                     | 1         | 0         | 0           | 0          | 26       | 1     | 4           | 0          |
| Fatih Akyel      | 27        | 0         | 8           | 0          | 4              | 0              | 1              | 0              | 11                    | 0                     | 0                     | 0                     | 1         | 0         | 0           | 0          | 43       | 0     | 9           | 0          |
| Emre Aşık        | 19        | 1         | 3           | 0          | 2              | 1              | 1              | 0              | 5                     | 0                     | 0                     | 0                     | 0         | 0         | 0           | 0          | 26       | 2     | 4           | 0          |
| Faruk Atalay     | 13        | 0         | 2           | 0          | 2              | 0              | 0              | 0              | 8                     | 0                     | 0                     | 0                     | 0         | 0         | 0           | 0          | 23       | 0     | 2           | 0          |
| Ümit Aydın       | 1         | 0         | 0           | 0          | 0              | 0              | 0              | 0              | 0                     | 0                     | 0                     | 0                     | 0         | 0         | 0           | 0          | 1        | 0     | 0           | 0          |
| Serkan Aykut     | 26        | 14        | 1           | 0          | 3              | 3              | 1              | 0              | 4                     | 0                     | 0                     | 0                     | 0         | 0         | 0           | 0          | 33       | 17    | 2           | 0          |
| Emre Belözoğlu   | 27        | 5         | 7           | 0          | 3              | 4              | 1              | 0              | 10                    | 0                     | 0                     | 1                     | 1         | 0         | 0           | 0          | 41       | 9     | 8           | 1          |
| Mehmet Bölükbaşı | 0         | 0         | 0           | 0          | 0              | 0              | 0              | 0              | 0                     | 0                     | 0                     | 0                     | 0         | 0         | 0           | 0          | 0        | 0     | 0           | 0          |
| Okan Buruk       | 26        | 2         | 4           | 1          | 3              | 0              | 1              | 0              | 13                    | 0                     | 0                     | 0                     | 1         | 0         | 1           | 0          | 43       | 2     | 6           | 1          |
| Capone           | 16        | 1         | 1           | 0          | 2              | 0              | 0              | 0              | 10                    | 1                     | 0                     | 0                     | 1         | 0         | 0           | 0          | 29       | 2     | 1           | 0          |
| Ümit Davala      | 26        | 5         | 5           | 0          | 4              | 3              | 1              | 0              | 14                    | 2                     | 0                     | 0                     | 1         | 0         | 1           | 0          | 45       | 10    | 7           | 0          |
| Arif Erdem       | 20        | 5         | 0           | 0          | 3              | 2              | 0              | 0              | 4                     | 0                     | 0                     | 0                     | 0         | 0         | 0           | 0          | 27       | 7     | 0           | 0          |
| Gheorghe Hagi    | 25        | 11        | 6           | 1          | 1              | 0              | 1              | 0              | 10                    | 2                     | 0                     | 1                     | 1         | 0         | 0           | 0          | 37       | 13    | 7           | 2          |
| Kerem İnan       | 8         | 0         | 0           | 0          | 1              | 0              | 0              | 0              | 3                     | 0                     | 0                     | 0                     | 0         | 0         | 0           | 0          | 12       | 0     | 0           | 0          |
| Vedat İnceefe    | 9         | 0         | 1           | 0          | 2              | 0              | 0              | 0              | 2                     | 0                     | 0                     | 1                     | 0         | 0         | 0           | 0          | 13       | 0     | 1           | 1          |
| Mário Jardel     | 24        | 22        | 2           | 1          | 2              | 1              | 0              | 0              | 16                    | 9                     | 0                     | 0                     | 1         | 2         | 0           | 0          | 43       | 34    | 2           | 1          |
| Suat Kaya        | 25        | 1         | 5           | 0          | 2              | 0              | 0              | 0              | 12                    | 1                     | 0                     | 1                     | 1         | 0         | 1           | 0          | 40       | 2     | 6           | 1          |
| Bülent Korkmaz   | 27        | 0         | 3           | 1          | 2              | 0              | 0              | 0              | 14                    | 1                     | 0                     | 0                     | 1         | 0         | 0           | 0          | 44       | 1     | 3           | 1          |
| Márcio Mixirica  | 5         | 0         | 0           | 0          | 1              | 0              | 0              | 0              | 7                     | 0                     | 0                     | 0                     | 0         | 0         | 0           | 0          | 13       | 0     | 0           | 0          |
| Ergün Penbe      | 27        | 1         | 1           | 0          | 3              | 0              | 0              | 0              | 13                    | 1                     | 0                     | 0                     | 0         | 0         | 0           | 0          | 43       | 2     | 1           | 0          |
| Gheorghe Popescu | 24        | 0         | 10          | 1          | 3              | 0              | 0              | 0              | 14                    | 0                     | 0                     | 0                     | 1         | 0         | 0           | 0          | 42       | 0     | 10          | 1          |
| Hasan Şaş        | 30        | 7         | 5           | 1          | 4              | 1              | 1              | 0              | 12                    | 2                     | 0                     | 0                     | 1         | 0         | 0           | 0          | 47       | 10    | 6           | 1          |
| Cláudio Taffarel | 27        | 0         | 0           | 0          | 3              | 0              | 0              | 0              | 13                    | 0                     | 0                     | 0                     | 1         | 0         | 0           | 0          | 44       | 0     | 0           | 0          |
| Ufuk Talay       | 0         | 0         | 0           | 0          | 0              | 0              | 0              | 0              | 0                     | 0                     | 0                     | 0                     | 0         | 0         | 0           | 0          | 0        | 0     | 0           | 0          |
| Hakan Ünsal      | 15        | 1         | 3           | 0          | 3              | 0              | 2              | 0              | 10                    | 2                     | 0                     | 0                     | 1         | 0         | 0           | 0          | 29       | 3     | 5           | 0          |
| Ahmet Yıldırım   | 11        | 1         | 2           | 0          | 2              | 0              | 1              | 0              | 5                     | 0                     | 0                     | 0                     | 0         | 0         | 0           | 0          | 18       | 1     | 3           | 0          |